# Coenosia erdosica
Coenosia erdosica är en tvåvingeart som beskrevs av Tian 2000. Coenosia erdosica ingår i släktet Coenosia och familjen husflugor. Inga underarter finns listade i Catalogue of Life.